# Partido Independiente Serbio
El Partido Independiente Serbio (en serbio  Srpska samostalna stranka (SSS); en alemán: Serbische selbständige Partei), también conocido como Partido Autónomo Serbio o simplemente Serbios Autonomistas, fue un partido político serbio del Reino de Croacia-Eslavonia del Imperio austrohúngaro. Lo fundaron en agosto de 1881, en Ruma, Pavle Jovanović y otros serbios acaudalados. Svetozar Pribićević (1875-1936) se hizo con la dirección del partido en 1903. Publicaba Srbobran, el órgano del partido. Propugnaba la unificación de Lika, Kordun, Banija, Dalmacia, Eslavonia y Bosnia y Herzegovina con Serbia para formar una Gran Serbia. Luego fue un elemento clave de la coalición croato-serbia (formada en 1905).
Lo formaron serbios de Croacia en respuesta a la reintegración de la Frontera militar, poblada fundamentalmente por serbios, en el Reino de Croacia.
El partido al principio trabajó en concierto con los intereses húngaros en Croacia, encabezados por el ban Carlos Khuen-Héderváry. En 1903, sin embargo, con su nuevo dirigente Svetozar Pribićević, comenzó a colaborar con los partidos croatas. Finalmente se sumó a la coalición croato-serbia en 1905.
Un partido con el mismo nombre se formó en Bosnia tras la anexión de la región en 1908, que participó en las sesiones de la dieta de Bosnia. En 1909 se vio envuelto en el escandaloso juicio de Agram.
La mayoría de sus afiliados se unieron tras la Primera Guerra Mundial, en 1919, al Partido Democrático del nuevo Reino de los Serbios, Croatas y Eslovenos, creado por la fusión de una amplia gama de partidos políticos y coaliciones, entre ellos la coalición croato-serbia. No obstante, los antiguos miembros del desaparecido PIS siguieron manteniendo una notable identidad particular que los llevó en 1924 a escindirse del nuevo partido yugoslavo y a crear el Partido Democrático Independiente, que tuvo nuevamente a Svetozar Pribićević como presidente.